# 三島頌平
三島 頌平（みしま しょうへい、1995年11月20日 - ）は、岐阜県多治見市出身のプロサッカー選手。Jリーグ・ロアッソ熊本所属。ポジションは、ミッドフィールダー(MF)。

## 来歴
2歳上の兄の影響で5歳の時にサッカーを始めた。 帝京大学可児中学校、帝京大学可児高校で実力をつけ、高校1年次の2011年からは各年代別の日本代表でもプレ－した。高校3年次は主将を務め、同期の杉本太郎らと共に全国高校総体8強入りに貢献した。高校卒業時には清水エスパルスが強い興味を示していたが、中央大学へ進学。1年次からレギュラーとしてプレーした。
2018年より、地元・岐阜県をホームタウンとするFC岐阜へ加入した。
2021年12月4日、契約満了による退団が発表。
同年12月10日には、フクダ電子アリーナで行われたJリーグ合同トライアウトに出場した
2021年12月21日、ロアッソ熊本への完全移籍が発表された。チームの主力として活躍し2022年はJ1J2入れ替え戦出場にも貢献した。2023年シーズン序盤に大怪我を負い長期離脱したが、2024年シーズン途中に復帰すると変わらず主力として活躍した。

## 所属クラブ
- 小泉少年サッカークラブ（多治見市立小泉小学校[9]）
- 帝京大学可児中学校
- 帝京大学可児高等学校
- 中央大学
- 2018年 - 2021年  FC岐阜
- 2022年 -  ロアッソ熊本

## 個人成績
| 国内大会個人成績 | 国内大会個人成績 | 国内大会個人成績 | 国内大会個人成績 | 国内大会個人成績 | 国内大会個人成績 | 国内大会個人成績 | 国内大会個人成績 | 国内大会個人成績 | 国内大会個人成績 | 国内大会個人成績 | 国内大会個人成績 |
| 年度             | クラブ           | 背番号           | リーグ           | リーグ戦         | リーグ戦         | リーグ杯         | リーグ杯         | オープン杯       | オープン杯       | 期間通算         | 期間通算         |
| 年度             | クラブ           | 背番号           | リーグ           | 出場             | 得点             | 出場             | 得点             | 出場             | 得点             | 出場             | 得点             |
| 日本             | 日本             | 日本             | 日本             | リーグ戦         | リーグ戦         | リーグ杯         | リーグ杯         | 天皇杯           | 天皇杯           | 期間通算         | 期間通算         |
| ---------------- | ---------------- | ---------------- | ---------------- | ---------------- | ---------------- | ---------------- | ---------------- | ---------------- | ---------------- | ---------------- | ---------------- |
| 2018             | 岐阜             | 6                | J2               | 26               | 0                | -                | -                | 0                | 0                | 26               | 0                |
| 2019             | 岐阜             | 6                | J2               | 17               | 0                | -                | -                | 0                | 0                | 17               | 0                |
| 2020             | 岐阜             | 6                | J3               | 19               | 0                | -                | -                | -                | -                | 19               | 0                |
| 2021             | 岐阜             | 6                | J3               | 17               | 0                | -                | -                | 1                | 0                | 18               | 0                |
| 2022             | 熊本             | 15               | J2               | 30               | 1                | -                | -                | 2                | 0                | 32               | 1                |
| 2023             | 熊本             | 15               | J2               | 7                | 0                | -                | -                | 0                | 0                | 7                | 0                |
| 2024             | 熊本             | 15               | J2               | 22               | 2                | 2                | 0                | 0                | 0                | 24               | 2                |
| 通算             | 日本             | 日本             | J2               | 102              | 3                | 2                | 0                | 2                | 0                | 106              | 3                |
| 通算             | 日本             | 日本             | J3               | 36               | 0                | -                | -                | 1                | 0                | 37               | 0                |
| 総通算           | 総通算           | 総通算           | 総通算           | 138              | 3                | 2                | 0                | 3                | 0                | 143              | 3                |

その他の公式戦
- 2022年 
  - J1参入プレーオフ 3試合0得点

出場歴
- Jリーグ初出場 - 2018年5月6日 J2第13節・松本山雅FC戦（岐阜メモリアルセンター長良川競技場）
- Jリーグ初得点 - 2022年10月8日 J2第40節・ザスパクサツ群馬戦（えがお健康スタジアム）

## 代表歴
- 2011年 U-16日本代表
- 2012年 U-17日本代表
- 2011年 U-18日本代表
- 2014年 全日本大学選抜
- 2015年 全日本大学選抜